# Господарят на желанията
„Господарят на желанията“ (на английски: Wishmaster) е американски филм на ужасите от 1997 г.

## Сюжет
Внимание:  Текстът по-долу разкрива сюжета на произведението (или части от него)!
Всемогъщ и зъл Джин е освободен от бижу. Той търси жената, която го е открила за да хване нейната душа и да отвори портал, от който да насели земята с джинове.

## Актьорски състав
- Андрю Дивоф – джин Натаниъл Демерест
- Тами Лорън – Александра Амбърсън
- Уенди Бенсън – Шанън Амбърсън
- Крис Лемън – Ник Мерит
- Кейн Ходър – охрана на Мерит
- Джени О'Хара – Уенди Дерлет
- Робърт Енглънд – Реймънд Бомонт
- Тони Тод – Джони Валънтайн